# Magnificat (Rutter)

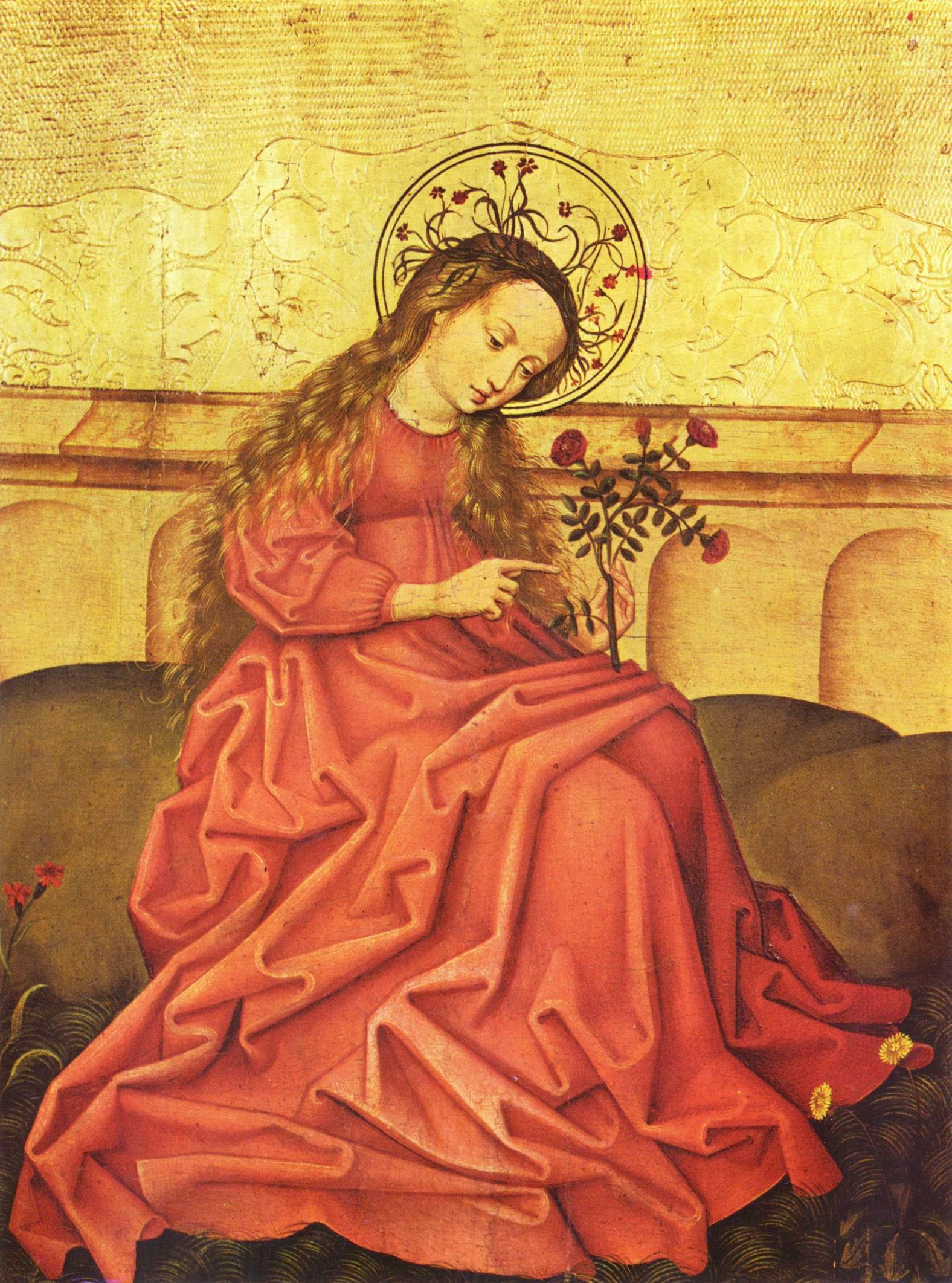
Madonna im Gärtchen (Madona no jardim), Mestre renano anônimo, Século XVI. Assim como no segundo movimento, que inclui a canção inglesa do século XV, Of a Rose, Maria é relacionada a uma rosa.

O Magnificat, de John Rutter é uma versão musical do cântico bíblico Magnificat que foi completa em 1990. A extensa composição, dividida em sete movimentos e arranjada „for soprano or mezzo-soprano solo, mixed choir, and orchestra (or chamber ensemble)“ (para soprano ou mezzo-soprano solo, coro misto e orquestra ou conjunto de câmara), é baseada no texto em latim, com outros textos anexados. O segundo movimento é um poema inglês antigo com temas marianos, Of a Rose, a lovely Rose („De uma rosa, uma encantadora rosa“). Demais movimentos incluem o início do Sanctus e uma oração latina dirigida a Maria. A composição contêm elementos de música latino-americana.
O compositor regeu a primeira performance, em 26 de maio de 1990, no Carnegie Hall, e também a primeira gravação, com os Cambridge Singers e a City of London Sinfonia. A editora Oxford University Press publicou Magnificat em 1991 e, separadamente Of a Rose, a lovely Rose, em 1998.
Embora o cântico Magnificat tenha recebido várias versões musicais, constituindo parte regular das vésperas católicas e do evensong anglicano, a obra de Rutter, assim como a de Bach, constitui uma das poucas orquestrações estendidas. A recepção crítica não foi homogênea, destacando que a „orquestração é brilhante e muito colorida“ e que „a música trança um feitiço mágico de [bálsamo] e paz“, mas também percebendo uma „enciclopédia virtual de clichês musicais, um (…) exercício previsível de populismo glamuroso“.

## História e texto
O Magnificat é, junto com o Nunc dimittis e o Benedictus, parte de um conjunto de três cânticos do Novo Testamento. Maria o canta quando da sua visita à sua parente Isabel, relatada no Evangelho de Lucas (Lc 1:39-56). Ela é parte das vésperas diárias na liturgia católica e do Evensong anglicano.CITEREFAllmusic
John Rutter seguiu a antiga tradição de criar música para esse texto. Assim como Bach, com seu Magnificat, ele estruturou o texto em uma série movimentos de caráter diverso. A obra foi encomendada pela MidAmerica Productions, uma produtora de concertos de Nova Iorque que executava concertos no Carnegie Hall com um coro de aproximadamente 200 coristas selecionados nos Estados Unidos.
O compositor se sentiu inspirado por celebrações alegres para Maria em culturas latino-americanas [2] e concebeu a obra como uma festa animada em tom latino.  Além do texto litúrgico em latim, Rutter optou por acrescentar um poema inglês do século XV que compara Maria a uma rosa.CITEREFAllmusic No terceiro movimento, o começo do Sanctus é introduzido após "sanctum nomen eius" ("seu nome santo"). O texto da doxologia, que conclui a obra, é interpolado por uma oração latina, Sancta Maria, succure miseris („Santa Maria, ajudai os carentes“). Rutter produziu uma versão cantável em inglês para a obra inteira.

## Orquestração
Segundo escreveu o compositor:

O (…) Magnificat – um jorrar poético de louvor, alegria e confiança em Deus, atribuído por Lucas à Virgem Maria ao saber que daria luz ao Cristo – sempre foi um dos textos mais familiares e adorados das Escrituras, inclusive pela sua inclusão entre os cânticos da cerimônia católica das vésperas e do evensong anglicano. São muitas as versões musicadas do texto, muito embora, desde a época de J. S. Bach seja surpreendente quão poucas delas dão um tratamento estendido ao texto. Há muito tempo eu queria escrever um Magnificat estendido, mas não estava certo da abordagem a tomar, até encontrar, na ligação do texto com a Virgem Maria, meu ponto de partida. Em países como a Espanha, o México e Porto Rico, os dias de festa da Virgem são oportunidades alegres para as pessoas irem às ruas e celebrarem por meio do canto, da dança e de procissões. Essas imagens de celebração ao ar livre estavam, creio eu, em alguma parte da minha mente enquanto eu compunha, embora eu não tomasse plena consciência desse fato até mais tarde. Eu estava consciente de seguir o exemplo de Bach ao fazer adições ao texto litúrgico – com o encantador poema inglês antigo Of a Rose e a oração 'Sancta Maria' (os quais reforçam igualmente a conexão mariana) e com a interpolação do 'Sanctus', cantado com a melodia do canto gregoriano da Missa cum jubilo, no terceiro movimento. A composição do Magnificat ocupou várias semanas de muita agitação no começo de 1990, e a estreia ocorreu em maio do mesmo ano, no Carnegie Hall, em Nova Iorque.

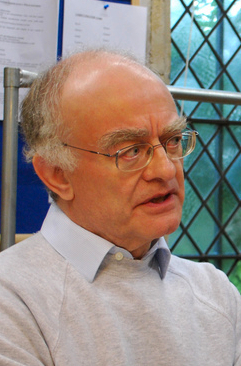
O compositor em 2012

O musicólogo John Bawden comenta que a composição de Rutter tem diversas características em comum com a orquestração de Bach: ambos repetem material do primeiro movimento no último, utilizam melodias de hinos medievais, dedicam “versos mais reflexivos” a uma solista e inserem textos adicionais – no caso de Bach, textos relativos ao Natal.
Rutter arranjou a obra para uma voz feminina (soprano ou mezzo-soprano), que em algumas partes incorpora Maria, e para um coro misto, predominantemente SATB, mas com vozes separadas em algumas partes. O compositor disponibilizou duas versões, uma para orquestra e outra para conjunto de câmara. A orquestra é composta de:
•	Madeiras: 2 flautas, 2 oboés, 2 clarinetes, 2 fagotes
•	Metais: 4 trompas, 3 trompetes, 3 trombones, tuba
•	Percussão: tímpanos, Glockenspiel, caixa, pratos, pandeiro, bongôs
•	Cordas: harpa, cordas
Na versão de câmara, os metais são em grande parte substituídos pelo órgão. É exigido apenas um instrumento de cada uma das madeiras, e para as cordas, no mínimo dois primeiros violinos, dois segundos violinos, duas violas, um violoncelo e um contrabaixo.

## Movimentos
A tabela a seguir indica, para cada um dos sete movimentos, o título, o andamento (que Rutter muitas vezes caracteriza em inglês), as vozes, a fórmula de compasso, a tonalidade e a fonte do texto. A informação é indicada para o começo dos movimentos: o compositor varia frequentemente o andamento, a tonalidade e a fórmula de compasso. A fonte para os detalhes é a partitura do coro, exceto onde houver indicação contrária.
| N. | Título                   | Indicação de andamento                    | Orquestração  | Fórmula de compasso | Tonalidade     | Fonte do texto                                              |
| -- | ------------------------ | ----------------------------------------- | ------------- | ------------------- | -------------- | ----------------------------------------------------------- |
| 1  | Magnificat anima mea     | Bright and joyful (Claro e alegre)        | Coro          | 3/8 / 3/4           | Sol maior      | Lucas 1:46–48                                               |
| 2  | Of a Rose, a lovely Rose | Tranquil and flowing (Tranquilo e fluido) | Coro          | 3/4                 | Ré dórico      | Poema inglês do século XV                                   |
| 3  | Quia fecit mihi magna    | Andante maestoso                          | Coro          | 3/4                 | Ré maior       | Lucas 1:49, Sanctus                                         |
| 4  | Et misericordia          | Andante fluente                           | Soprano, Coro | 3/4                 | Lá bemol maior | Lucas 1:50                                                  |
| 5  | Fecit potentiam          | Allegro energico                          | Coro          | 4/4                 |                | Lucas 1:52                                                  |
| 6  | Esurientes               | Slow and calm (Lento e calmo)             | Soprano, Coro | 12/8                | Si bemol maior | Lucas 1:53–55                                               |
| 7  | Gloria Patri             | Maestoso (Majestoso)                      | Coro          | 3/4                 | Ré maior       | Doxologia, interpolado por Sancta Maria, succure miseris\|- |

### 1
A obra inicia com um breve intróito instrumental em Sol maior, marcado como “claro e alegre” (“Bright and joyful”), alternando entre tempo 3/8 e 3/4.  Polirritmos simples são obtidos pela divisão do compasso em 3/4 em dois para a orquestra e em três para o coro. Enquanto Bach estruturou os primeiros versos do cântico em vários movimentos com orquestrações diferentes, Rutter une os três primeiros versos em um movimento coral, dispondo as diferentes ideias em motivos e arranjos diferentes, e repetindo o primeiro verso no fim, como recapitulação.
Soprano e alto entram em uníssono com “Magnificat anima mea” (“A minha alma engrandece [ao Senhor]”). O motivo vocal do Magnificat pula uma sexta maior e sobe mais ainda. Ele é repetido diversas vezes em diferentes combinações de vozes, sempre em homofonia. O segundo verso, Et exultavit spiritus meu (“E meu espírito se alegra”), é cantado primeiro por sopranos e altos em terças paralelas. As vozes masculinas repetem de forma semelhante e fazem basso continuo com in Deo (em Deus), acentuando o Deo com a característica figura de mordente inferior, que é repetida ao longo da obra inteira, em geral quando Deus é mencionado. A conclusão da ideia, in Deo salutari meo (“em Deus meu salvador”), é cantada em uma linha descendente alternando o ritmo, com um compasso em 3/4 e outro em 6/8, e alternando as vozes femininas em progressões. Uma curta recapitulação de Magnificat anima mea marca o fim do segundo verso.
O começo do terceiro verso, Quia respexit humilitatem (“porque [Ele] atentou na baixeza [de sua serva]”), é  apresentada de forma ainda mais simples: as progressões são repetidas em ritmos pares, e depois expandidas e coloridas por tríades paralelas. A continuação, Ecce enim (“pois eis que [desde agora... me chamarão bem-aventurada]”), se forma de maneira semelhante, com todas as vozes divididas, até o clímax do primeiro movimento, com a palavra beatam (“bem-aventurada”), marcada com “f dolce”. O verso omnes generationes (“todas as gerações”) é apresentado em progressões de linhas descendentes, agora alternando entre um compasso em 6/8 e um em 4/4. Enquanto o baixo introduz o verso, o tenor acrescenta uma progressão de notas longas, subindo de grau em grau até chegar a uma quinta. Na versão de Bach do mesmo trecho, cada entrada de um tema de fuga sobe em um grau, cobrindo uma oitava nos compassos 15 a 20 de Omnes generationes. CITEREFBach2014 O movimento fecha com uma repetição do trecho e os motivos do primeiro verso, acabando em Magnificat, sem ralentar, com acentos em cada sílaba, e staccato.

### 2
O segundo movimento consiste de um poema inglês anônimo do século XV, Of a Rose, a lovely Rose (“De uma rosa, uma encantadora rosa”), que foi inserido por Rutter. Com a indicação “Tranquil and flowing” (“tranquilo e fluido”), ele imita melodias de hinos medievais, com tempos flexíveis e em modo dórico. O poeta imagina Jesus como uma rosa que brota de Maria, ideia semelhante à de “Es ist ein Ros entrsprungen” (“Brotou uma rosa”, hino mariano e canção de Natal de origem alemã). Ela é vista como uma roseira com cinco ramos: a Anunciação, a estrela de Belém, os três Reis Magos, a queda do poder do diabo e o paraíso. A última estrofe pede a Maria que “nos proteja do pacto do demônio” (“shield us from the fiendes bond”). As oito estrofes, compostas de quatro versos cada, com três em rima, são apresentadas como variações de uma canção antiga. O curto refrão é cantado primeiro pela soprano sozinha, e é repetido imediatamente por sopranos, altos e tenores, todos em uníssono, exceto em “lovely” (“encantadora”, “adorável”), onde formam uma tríade. Ele é repetido após a primeira estrofe por sopranos e tenores em uníssono. Aparece novamente após a quarta estrofe, agora em três partes separadas, e depois uma última vez, antes da oração final, com uma pequena variação. A primeira estrofe (“... this rose began to spring...”) é cantada pelos baixos, a segunda (“... out of her bosom...”) pelas altos, a terceira (“... an angel from heaven's tower...”) por soprano um e dois e pelas altos, a quarta (“... star shone over Bethlehem...”) por tenores e baixos, a quinta (“... three kinges...”) pelos baixos, a sexta (“... sprang to hell...”) por quatro partes em SATB, a sétima (“... sprang to heaven...”) por sopranos e contraltos, e a oração final (“Pray we to her...”) novamente por quatro partes, mas predominantemente em uníssono.

### 3
O verso Quia fecit mihi magna (“Porque me fez grandes coisas [o Poderoso]”) se concentra em duas ideias do verso do cântico. Com a indicação “Andante maestoso”, o movimento coral em Ré maior abre com ritmos pontuados solenes, características da abertura francesa. Um motivo de quatro compassos é repetido três vezes, interrompido por fanfarras. Depois, é repetido cinco vezes, iniciando apenas com os baixos, marcado como piano, acrescentando o motivo em uma parte mais alta a cada repetição, com sopranos um e dois, e crescendo em volume e intensidade.
A segunda ideia do verso, Et sanctum nomen eius (“e santo é o seu nome”), é construída de forma semelhante. As contraltos começam uma melodia de dez compassos, com a indicação "dolce e tranquillo”, que inicia como o primeiro motivo, mas com mais fluidez. As alto segue cantando notas longas, enquanto a primeiras sopranos e o tenores cantam a melodia em cânone com um compasso de diferença, depois baixos e sopranos cantam em cânone, com um compasso de diferença, e com as sopranos uma quinta acima. Por fim, as notas longas são cantadas pelos baixos, enquanto as outras três vozes seguem a imitação. O movimento é fechado por um Sanctus acompanhado, semelhante a um hino medieval, retirado da Missa cum jubilo.

### 4
O verso Et misericordia (“E a sua misericórdia [é de geração em geração  sobre os que o temem ]”) é introduzido pela soprano solo, e depois repetido pelo coro. Um motivo alternando um compasso de seis colcheias ondulantes e um compasso de uma nota longa [domina] o movimento. O coro dá continuidade ao material em uma seção no meio do movimento, enquanto a solista retoma em texto e motivo o primeiro Magnificat.

### 5
O verso Fecit potentiam (“obrou valorosamente”) inicia com ritmos irregulares e enérgicos. Os baixos cantam um chamado curto que recorre em todo o movimento, marcado inicialmente com “pp marcato”. As outras vozes vão se juntando, de grave para agudo, para somente depois continuar a ideia com in bracchio suo (“Com o seu braço”). Num processo semelhante ao terceiro movimento, as vozes vão se somando, partindo com baixos e chegando até sopranos divididas. O verso Dispersit superbos (“dissipou os soberbos [no pensamento de seus corações]”) é apresentado em um movimento rápido em 3/8, enquanto Deposuit potentes de sede (“depôs dos tronos os poderosos”) é apresentado em um ritmo monótono e constante dos baixos, depois dos tenores, depois contraltos. Em contraste, as sopranos começam delicadamente uma melodia ascendente em et exaltavit humiles (“e elevou os humildes”), para serem acompanhadas depois por todas as vozes.

### 6
O último movimento que é dedicado ao cântico sintetiza o resto do texto, no verso Esurientes (“Encheu de bens os famintos”), novamente cantado pela solista, acompanhada por colcheias em fórmula de 12/8 na orquestra e por respostas do coro.

### 7
A composição encerra com a doxologia Gloria Patri (“Glória ao Pai”). A música é baseada no terceiro movimento, repetindo o ritmo pontuado e se somando, partindo com baixos e chegando até sopranos divididas. Uma oração dirigida a Maria interrompe a doxologia, a Sancta Maria, que pede “pelo apoio à humanidade, incluindo os carentes, os tímidos, o clero, as mulheres e leigos”. Ela é cantada pela solista sobre acordes suspensos da orquestra. No final, com Sicut erat in principio (“Como era no princípio”), é repetido, como em diversas outras partes, o material do começo da obra, o motivo inicial do Magnificat e as linhas descendentes, terminando em uma mordente em Amen.

## Execução, gravação e publicação
A estreia ocorreu no dia 26 de maio de 1990, no Carnegie Hall, com a solista Maria Alsatti e a Manhattan Chamber Orchestra, regidas pelo compositor. Rutter também regeu uma gravação com Patricia Forbes, com os Cambridge Singers e com a City of London Sinfonia. A execução dura aproximadamente 40 minutos. A obra foi publicada em 1991 pela Oxford University Press. O compositor disponibilizou como alternativa uma versão cantável em inglês. Em 1998, Of a Rose, a lovely Rose também foi publicado individualmente.
Um crítico comentou que Rutter "enfatiza a alegria sentida por uma (...) mulher que logo vai se tornar mãe", com "um bom equilíbrio entre extrovertido e íntimo", e com uma melodia cantável que mostra compreensão dos registros de voz. Termina dizendo: "a orquestração é brilhante e muito colorida, com muitas fanfarras de trompete complementando o espírito festivo da música".

### Obras citadas
- Rutter, John (1990). Magnificat. [S.l.]: Oxford University Press
- «Rutter, J.: Gloria / Magnificat / Te Deum» (PDF). Naxos. Consultado em 9 de setembro de 2014
- Barnard, Nick. «John Rutter (b.1945) / Gloria (1974) / Magnificat (1990) / Te Deum (1988)». musicweb-international.com. Consultado em 10 de setembro de 2014
- Bawden, John. «Magnificat  – John Rutter (b. 1945)». choirs.org.uk. Consultado em 7 de setembro de 2014
- Briggs, Bob. «John Rutter (b. 1945) / Magnificat (1990) / Brother Heinrich's Christmas – A Fable with music (1982)». musicweb-international.com. Consultado em 27 de janeiro de 2014
- Mangan, Timothy (10 de dezembro de 1990). «Coast Debut for Rutter's 'Magnificat'». Los Angeles Times. Consultado em 10 de setembro de 2014
- «John Rutter / Magnificat for soprano, chorus & orchestra». Allmusic. Consultado em 27 de janeiro de 2014
- Rutter, John. «John Rutter (b. 1945) / Gloria • Magnificat • Te Deum». Naxos. Consultado em 27 de janeiro de 2014
- Rutter, John. «Magnificat (John Rutter)». collegium.co.uk. Consultado em 7 de setembro de 2014
- «John Rutter / Magnificat». Oxford University Press. Consultado em 27 de janeiro de 2014
- «Of a Rose, a lovely Rose». Oxford University Press. Consultado em 27 de janeiro de 2014
- Waterman, George Gow; Anthony, James R. French overture. [S.l.]: Oxford University Press. Consultado em 4 de outubro de 2014. (pede subscrição (ajuda))
- Magnificat in D major, BWV 243 (Bach, Johann Sebastian). [S.l.]: IMSLP. Consultado em 4 de outubro de 2014
- Bach / Magnificat in D. [S.l.]: Bärenreiter
- Rutter, John. «John Rutter / Requiem & Magnificat» (PDF). collegium.co.uk. Consultado em 27 de janeiro de 2014. Arquivado do original (PDF) em 23 de setembro de 2015
- «Magnificat by John Rutter». Naperville Chorus. Consultado em 9 de setembro de 2014. Arquivado do original em 10 de setembro de 2014